# Женска фудбалска репрезентација Аустралије
Женска фудбалска репрезентација Аустралије (енгл. Australia women's national soccer team) је национални фудбалски тим који представља Аустралију на међународним такмичењима и под контролом је Фудбалског савеза Аустралије (енгл. Football Australia), владајућег тела за фудбал у Аустралији.
Фудбал Аустралије, који је тренутно члан Азијске фудбалске конфедерације (АФЦжК) и регионалне фудбалске федерације АСЕАН (АФФ) откако је напустио Фудбалску конфедерацију Океаније (ОФК) 2006. Званични надимак тима је „Матилдас“ (од аустралијског народна песма Валтзинг Матилда), која је била позната као "Фемале Сокерос" пре 1995. године.
Аустралија је троструки ОФК шампион, једном АФК шампион и једном АФФ шампион, и постала је прва репрезентација икада која је победила у две различите конфедерације (пре него што је мушки тим урадио исто на АФК Купу Азије 2015). Тим је представљао Аустралију на Светском првенству у фудбалу за жене у седам наврата и на Олимпијским играма у четири наврата, иако није освојио ниједан турнир. Непосредно након Олимпијских игара у Токију 2020. године, Аустралија је рангирана на ФИФА ранг листи једанаестом месту у свету.
Аустралија ће заједно са Новим Зеландом бити домаћин ФИФА Светског првенства за жене 2023. године, тако да се Матилда аутоматски квалификује за овај догађај као кодомаћини.

## Историја
Аустралијска женска фудбалска асоцијација (АВСА) је основана 1974. године и репрезентативни тим Аустралије такмичио се на Азијском првенству за жене следеће године. Овај тим је званично признат 2022. године, а свих 16 чланова тима су званично награђени. Пет О’Конор је била капитен овог тима а њен супруг Џо је био тренер. Завршили су трећи на турниру који је сада познат као први Куп Азије. Репрезентација састављена првенствено од играчица из Новог Јужног Велса и Западне Аустралије послата је на инаугурални Светски женски турнир по позиву 1978. у Тајпеју, Тајван. Аустралија је играла против клупских тимова на турниру и ниједан од наступа играча се није рачунао као званичне утакмице. Тренери Џима Селбија, изабране играчице су биле: Сандра Брентнал (ВА), Кони Бирнс (капитен, Нови Јужни Велс), Џули Клејтон (ВА), Ким Коутс (НСВ), Џули Долан (НСВ), Синди Хејдон (НСВ), Барбара Козак (ВА), Шерон Лавлес (ВА), Тони Мекмехон (НСВ), Сју Монтит (КЛД), Шерон Пирсон (НСВ), Џуди Петит (Вашпанија), Ана Сењушенко (ВА), Тереза Варади (ВА), Ли Вордел (НСВ ) и Моника Вернер (ВИЦ).
Прва званична међународна утакмица Аустралије била је против Новог Зеланда у Сејмур Шоу Парку, Миранда, Нови Јужни Велс, Аустралија, у суботу 6. октобра 1979. године, пошто је најављена као „1. Међународни фудбалски тест Аустралије за жене“. Аустралијски тим који је наведен у програму меча је био у саставу Сју Монтеат (Клд), Шона Бас (Вик), Ким Коутс (Вик), Дајана Хол (СА), Карла Гримс (СА), Фијана Мекензи (СА), Сандра Брентнал (ВА) , Јудит Петит (ВА), Шарон Матељан (ВА), Јулие Клајтон (ВА), Синди Хејдон (НСВ), Џули Долан (НСВ), Тони Макмахон (НСВ), Џами Росман (НСВ), Рози ван Бруинсен (НСВ) и Лиг Вардел (НСВ). Џим Шелби је остао тренер, а менаџерке су биле Ноелен Стенли и Елејн Вотсон. Због недостатка ресурса првих осам званичних мечева Аустралије је било против Новог Зеланда.

## Светска ранг листа ФИФА
Ажурирано 25. март 2022
  Најбоља позиција    Највећи раст    Најлошија позиција    Највећи пад  
| Позиција по ФИФА ранг листи | Позиција по ФИФА ранг листи | Позиција по ФИФА ранг листи | Позиција по ФИФА ранг листи | Позиција по ФИФА ранг листи | Позиција по ФИФА ранг листи | Позиција по ФИФА ранг листи | Позиција по ФИФА ранг листи | Позиција по ФИФА ранг листи | Позиција по ФИФА ранг листи | Позиција по ФИФА ранг листи | Позиција по ФИФА ранг листи |
|                             | Поз.                        | Година                      | Утакмица играно             | Поб                         | Нер                         | Изг                         | Најбољи                     | Најбољи                     | Најлошији                   | Најлошији                   |                             |
| Поз                         | Поз.                        | Година                      | Утакмица играно             | Поб                         | Нер                         | Изг                         | Помак                       | Поз                         | Помак                       |                             |                             |
| --------------------------- | --------------------------- | --------------------------- | --------------------------- | --------------------------- | --------------------------- | --------------------------- | --------------------------- | --------------------------- | --------------------------- | --------------------------- | --------------------------- |
|                             | 12                          | 2022                        | 4                           | 3                           | 0                           | 1                           | 12                          | 1                           | 12                          | 1                           |                             |
|                             | 11                          | 2021                        | 16                          | 3                           | 4                           | 9                           | 9                           | Стагнација                  | 11                          | 2                           |                             |
|                             | 7                           | 2020                        | 5                           | 4                           | 1                           | 0                           | 7                           | Стагнација                  | 7                           | Стагнација                  |                             |
|                             | 7                           | 2019                        | 11                          | 7                           | 1                           | 3                           | 6                           | 1                           | 8                           | 2                           |                             |
|                             | 6                           | 2018                        | 17                          | 7                           | 6                           | 4                           | 6                           | 2                           | 8                           | 2                           |                             |
|                             | 4                           | 2017                        | 11                          | 9                           | 1                           | 1                           | 4                           | 2                           | 8                           | 2                           |                             |
|                             | 6                           | 2016                        | 12                          | 6                           | 4                           | 2                           | 5                           | 1                           | 7                           | Стагнација                  |                             |
|                             | 9                           | 2015                        | 18                          | 10                          | 3                           | 5                           | 9                           | 1                           | 10                          | Стагнација                  |                             |
|                             | 10                          | 2014                        | 11                          | 5                           | 2                           | 4                           | 9                           | 2                           | 11                          | 2                           |                             |
|                             | 9                           | 2013                        | 7                           | 4                           | 1                           | 2                           | 8                           | 2                           | 10                          | 1                           |                             |
|                             | 9                           | 2012                        | 9                           | 4                           | 1                           | 4                           | 9                           | 1                           | 10                          | Стагнација                  |                             |
|                             | 10                          | 2011                        | 13                          | 9                           | 0                           | 4                           | 9                           | 2                           | 11                          | 1                           |                             |
|                             | 12                          | 2010                        | 13                          | 8                           | 2                           | 3                           | 11                          | 3                           | 14                          | 1                           |                             |
|                             | 14                          | 2009                        | 2                           | 0                           | 1                           | 1                           | 14                          | Стагнација                  | 14                          | Стагнација                  |                             |
|                             | 14                          | 2008                        | 22                          | 14                          | 0                           | 8                           | 12                          | 2                           | 14                          | Стагнација                  |                             |
|                             | 12                          | 2007                        | 17                          | 12                          | 2                           | 3                           | 12                          | 3                           | 15                          | 1                           |                             |
|                             | 15                          | 2006                        | 15                          | 8                           | 2                           | 5                           | 15                          | Стагнација                  | 15                          | Стагнација                  |                             |
|                             | 15                          | 2005                        | 14                          | 5                           | 4                           | 5                           | 15                          | 1                           | 16                          | 1                           |                             |
|                             | 15                          | 2004                        | 14                          | 6                           | 4                           | 4                           | 15                          | 1                           | 16                          | Стагнација                  |                             |
|                             | 16                          | 2003                        | 17                          | 7                           | 3                           | 7                           | 15                          | Стагнација                  | 16                          | 1                           |                             |

## Играчка достигнућа

### Највише утакмица
| #  | Играчица         | Период    | Утакмица | Голова |
| -- | ---------------- | --------- | -------- | ------ |
| 1  | Шери Салсбери    | 1994–2009 | 151      | 38     |
| 2  | Лиса Де Вана     | 2004–2019 | 150      | 47     |
| 3  | Клер Полкингхорн | 2006–     | 143      | 13     |
| 4  | Хетер Гариок     | 1999–2011 | 130      | 20     |
| 5  | Емили ван Егмонд | 2010–     | 118      | 30     |
| 6  | Елис Келон-Најт  | 2007–     | 113      | 2      |
| 7  | Кја Сајмон       | 2007–     | 111      | 29     |
| 8  | Џоан Петерс      | 1996–2009 | 110      | 28     |
| 8  | Сем Кер          | 2009–     | 110      | 59     |
| 10 | Тамека Јалоп     | 2007–     | 107      | 12     |
| 10 | Алана Кенеди     | 2012–     | 107      | 8      |

### Највише голова
| #  | Играчица         | Период    | Голова | Утакмица | Однос |
| -- | ---------------- | --------- | ------ | -------- | ----- |
| 1  | Сем Кер          | 2009–     | 59     | 110      | 0.54  |
| 2  | Лиса Де Вана     | 2004–2019 | 47     | 150      | 0.31  |
| 3  | Кејт Гил         | 2004–2015 | 41     | 86       | 0.48  |
| 4  | Черил Салсбери   | 1994–2009 | 38     | 151      | 0.25  |
| 5  | Сара Валш        | 2004–2012 | 32     | 70       | 0.46  |
| 6  | Емили Ван Егмонд | 2010–     | 30     | 118      | 0.25  |
| 7  | Кја Сајмон       | 2007–     | 29     | 111      | 0.26  |
| 8  | Џоан Петерс      | 1996–2009 | 28     | 110      | 0.25  |
| 9  | Суни Хјугс       | 1989–2000 | 24     | 63       | 0.38  |
| 10 | Кајтлин Форд     | 2011–     | 22     | 101      | 0.22  |

### Без примљеног гола
| # | Голман           | Период    | Без примљеног гола | Утакмица | Однос |
| - | ---------------- | --------- | ------------------ | -------- | ----- |
| 1 | Мелиса Барбијери | 2002–2015 | 34                 | 86       | 0.40  |
| 2 | Лидија Вилијамс  | 2005–     | 33                 | 100      | 0.33  |
| 3 | Трејси Вилер     | 1989–2000 | 11                 | 49       | 0.22  |
| 3 | Мекензи Арнолд   | 2012–     | 11                 | 29       | 0.38  |
| 5 | Клер Николс      | 1994–2003 | 9                  | 19       | 0.47  |
| 5 | Белинда Китчинг  | 1996–1999 | 9                  | 32       | 0.28  |
| 7 | Касандра Кел     | 2002–2004 | 7                  | 24       | 0.29  |
| 8 | Бријана Давеј    | 2012–2015 | 5                  | 18       | 0.28  |
| 9 | Тиган Миках      | 2021–     | 3                  | 10       | 0.30  |

## Такмичарски рекорд

### Светско првенство за жене
| Светско првенство у фудбалу за жене − резултати | Светско првенство у фудбалу за жене − резултати | Светско првенство у фудбалу за жене − резултати | Светско првенство у фудбалу за жене − резултати | Светско првенство у фудбалу за жене − резултати | Светско првенство у фудбалу за жене − резултати | Светско првенство у фудбалу за жене − резултати | Светско првенство у фудбалу за жене − резултати | Светско првенство у фудбалу за жене − резултати |
| Година                                          | Резултат                                        | Позиција                                        | Ута                                             | Поб                                             | Нер                                             | Изг                                             | ГД                                              | ГП                                              |
| ----------------------------------------------- | ----------------------------------------------- | ----------------------------------------------- | ----------------------------------------------- | ----------------------------------------------- | ----------------------------------------------- | ----------------------------------------------- | ----------------------------------------------- | ----------------------------------------------- |
| 1991                                            | Нису се квалификовале                           | Нису се квалификовале                           | Нису се квалификовале                           | Нису се квалификовале                           | Нису се квалификовале                           | Нису се квалификовале                           | Нису се квалификовале                           | Нису се квалификовале                           |
| 1995                                            | Групна фаза                                     | 12.                                             | 3                                               | 0                                               | 0                                               | 3                                               | 3                                               | 13                                              |
| 1999                                            | Групна фаза                                     | 11.                                             | 3                                               | 0                                               | 1                                               | 2                                               | 3                                               | 7                                               |
| 2003                                            | Групна фаза                                     | 13.                                             | 3                                               | 0                                               | 1                                               | 2                                               | 3                                               | 5                                               |
| 2007                                            | Quarter-finals                                  | 6.                                              | 4                                               | 1                                               | 2                                               | 1                                               | 9                                               | 7                                               |
| 2011                                            | Quarter-finals                                  | 8.                                              | 4                                               | 2                                               | 0                                               | 2                                               | 6                                               | 7                                               |
| 2015                                            | Quarter-finals                                  | 7.                                              | 5                                               | 2                                               | 1                                               | 2                                               | 5                                               | 5                                               |
| 2019                                            | Осмина финала                                   | 9.                                              | 4                                               | 2                                               | 1                                               | 1                                               | 9                                               | 6                                               |
| 2023                                            | Квалификовале се као ко−домаћини                | Квалификовале се као ко−домаћини                | Квалификовале се као ко−домаћини                | Квалификовале се као ко−домаћини                | Квалификовале се као ко−домаћини                | Квалификовале се као ко−домаћини                | Квалификовале се као ко−домаћини                | Квалификовале се као ко−домаћини                |
| Укупно                                          | 8/9                                             | 0 титула                                        | 26                                              | 7                                               | 6                                               | 13                                              | 38                                              | 50                                              |

### Олимпијске игре
| Олимпијске игре − резултати | Олимпијске игре − резултати   | Олимпијске игре − резултати   | Олимпијске игре − резултати   | Олимпијске игре − резултати   | Олимпијске игре − резултати   | Олимпијске игре − резултати   | Олимпијске игре − резултати   | Олимпијске игре − резултати   |
| Година                      | Резултат                      | Ута                           | Поб                           | Нер*                          | Изг                           | ГД                            | ГП                            | ГР                            |
| --------------------------- | ----------------------------- | ----------------------------- | ----------------------------- | ----------------------------- | ----------------------------- | ----------------------------- | ----------------------------- | ----------------------------- |
| 1996                        | Нису се квалификовале         | Нису се квалификовале         | Нису се квалификовале         | Нису се квалификовале         | Нису се квалификовале         | Нису се квалификовале         | Нису се квалификовале         | Нису се квалификовале         |
| 2000                        | Групна фаза                   | 7.                            | 3                             | 0                             | 1                             | 2                             | 2                             | 6                             |
| 2004                        | Четвртфинале                  | 5.                            | 4                             | 1                             | 1                             | 2                             | 3                             | 4                             |
| 2008                        | Нису се квалификовале         | Нису се квалификовале         | Нису се квалификовале         | Нису се квалификовале         | Нису се квалификовале         | Нису се квалификовале         | Нису се квалификовале         | Нису се квалификовале         |
| 2012                        | Нису се квалификовале         | Нису се квалификовале         | Нису се квалификовале         | Нису се квалификовале         | Нису се квалификовале         | Нису се квалификовале         | Нису се квалификовале         | Нису се квалификовале         |
| 2016                        | Четвртфинале                  | 7.                            | 4                             | 1                             | 2                             | 1                             | 8                             | 5                             |
| 2020                        | Четврто место                 | 4.                            | 6                             | 2                             | 1                             | 3                             | 11                            | 13                            |
| 2024                        | У току                        | У току                        | У току                        | У току                        | У току                        | У току                        | У току                        | У току                        |
| 2028                        | У току                        | У току                        | У току                        | У току                        | У току                        | У току                        | У току                        | У току                        |
| 2032                        | Квалификовали са као домаћини | Квалификовали са као домаћини | Квалификовали са као домаћини | Квалификовали са као домаћини | Квалификовали са као домаћини | Квалификовали са као домаћини | Квалификовали са као домаћини | Квалификовали са као домаћини |
| Укупно                      | 4/7                           | 0 титула                      | 17                            | 4                             | 5                             | 8                             | 24                            | 28                            |

### АФК Куп Азије у фудбалу за жене
| АФК Куп Азије у фудбалу за жене record | АФК Куп Азије у фудбалу за жене record | АФК Куп Азије у фудбалу за жене record | АФК Куп Азије у фудбалу за жене record | АФК Куп Азије у фудбалу за жене record | АФК Куп Азије у фудбалу за жене record | АФК Куп Азије у фудбалу за жене record | АФК Куп Азије у фудбалу за жене record | АФК Куп Азије у фудбалу за жене record |
| Година                                 | Резултат                               | Позиција                               | Ута                                    | Поб                                    | Нер                                    | Изг                                    | ГД                                     | ГП                                     |
| Позване екипе                          | Позване екипе                          | Позване екипе                          | Позване екипе                          | Позване екипе                          | Позване екипе                          | Позване екипе                          | Позване екипе                          | Позване екипе                          |
| -------------------------------------- | -------------------------------------- | -------------------------------------- | -------------------------------------- | -------------------------------------- | -------------------------------------- | -------------------------------------- | -------------------------------------- | -------------------------------------- |
| 1975                                   | Треће место                            | 3.                                     | 4                                      | 2                                      | 0                                      | 2                                      | 12                                     | 6                                      |
| 1980                                   | Треће место                            | 3.                                     | 6                                      | 2                                      | 0                                      | 4                                      | 4                                      | 10                                     |
| Укупно                                 | 2/2                                    | 0 tтитула                              | 10                                     | 4                                      | 0                                      | 6                                      | 16                                     | 16                                     |
| Репрезентација                         |                                        |                                        |                                        |                                        |                                        |                                        |                                        |                                        |
| 2006                                   | Другопласиране                         | 2.                                     | 6                                      | 4                                      | 2                                      | 0                                      | 15                                     | 2                                      |
| 2008                                   | Четврто место                          | 4.                                     | 5                                      | 2                                      | 0                                      | 3                                      | 7                                      | 9                                      |
| 2010                                   | Шампионке                              | 1.                                     | 5                                      | 4                                      | 0                                      | 1                                      | 7                                      | 3                                      |
| 2014                                   | Другопласиране                         | 2.                                     | 5                                      | 3                                      | 1                                      | 1                                      | 9                                      | 5                                      |
| 2018                                   | Другопласиране                         | 2.                                     | 5                                      | 1                                      | 3                                      | 1                                      | 11                                     | 4                                      |
| 2022                                   | Четвртфинале                           | 5.                                     | 4                                      | 3                                      | 0                                      | 1                                      | 24                                     | 2                                      |
| Укупно                                 | 6/6                                    | 1 титула                               | 34                                     | 19                                     | 6                                      | 9                                      | 85                                     | 31                                     |

- Репрезентативни тим Аустралије учествовао је на шампионату 1975. године, али ове утакмице нису признате као званичне аустралијске међународне утакмице. Учесници су били државни тим НСВ-а који су организатори означили као Аустралију.[11]
- На АФЦ такмичењу 1980. био је присутан тим који је представљао Западну Аустралију, али не и национални тим Аустралије.

#### Куп Алгарве у фудбалу за жене
Куп Алгарвеа је фудбалски турнир по позиву за женске репрезентације, чији је домаћин Фудбалски савез Португалије (ФПФ). Куп се држава сваке године у региону Алгарве у Португалији и то од 1994. године, један је од најпрестижнијих и најдуговјечнијих међународних фудбалских догађаја за жене и добио је надимак „Мини ФИФА Светско првенство за жене“.
| Резултати Аустралије на Купу Алгарвеа | Резултати Аустралије на Купу Алгарвеа | Резултати Аустралије на Купу Алгарвеа | Резултати Аустралије на Купу Алгарвеа | Резултати Аустралије на Купу Алгарвеа | Резултати Аустралије на Купу Алгарвеа | Резултати Аустралије на Купу Алгарвеа | Резултати Аустралије на Купу Алгарвеа | Резултати Аустралије на Купу Алгарвеа |
| Година                                | Резултат                              | Позиција                              | Ута                                   | Поб                                   | Нер                                   | Изг                                   | ГД                                    | ГП                                    |
| ------------------------------------- | ------------------------------------- | ------------------------------------- | ------------------------------------- | ------------------------------------- | ------------------------------------- | ------------------------------------- | ------------------------------------- | ------------------------------------- |
| 1999                                  | Пето место                            | 5.                                    | 4                                     | 0                                     | 3                                     | 1                                     | 2                                     | 4                                     |
| 2017                                  | Четврто место                         | 4.                                    | 4                                     | 2                                     | 1                                     | 1                                     | 6                                     | 5                                     |
| 2018                                  | Четврто место                         | 4.                                    | 4                                     | 2                                     | 1                                     | 1                                     | 7                                     | 5                                     |
| Укупно                                | 3/27                                  |                                       | 12                                    | 4                                     | 5                                     | 3                                     | 15                                    | 14                                    |

#### Куп Кипра за жене
Куп Кипра за жене  је глобални турнир по позиву за репрезентације у женском фудбалу. Одржава се сваке године на Кипру од 2008. године. Иако се такмичење одржава на Кипру, домаћини тек треба да учествују у такмичењу.
| Резултати Аустралије на Купу Кипра | Резултати Аустралије на Купу Кипра | Резултати Аустралије на Купу Кипра | Резултати Аустралије на Купу Кипра | Резултати Аустралије на Купу Кипра | Резултати Аустралије на Купу Кипра | Резултати Аустралије на Купу Кипра | Резултати Аустралије на Купу Кипра | Резултати Аустралије на Купу Кипра |
| Година                             | Резултат                           | Позиција                           | Ута                                | Поб                                | Нер                                | Изг                                | ГД                                 | ГП                                 |
| ---------------------------------- | ---------------------------------- | ---------------------------------- | ---------------------------------- | ---------------------------------- | ---------------------------------- | ---------------------------------- | ---------------------------------- | ---------------------------------- |
| 2014                               | Седмо место                        | 7.                                 | 4                                  | 1                                  | 1                                  | 2                                  | 11                                 | 11                                 |
| 2015                               | Пето место                         | 5.                                 | 4                                  | 3                                  | 0                                  | 1                                  | 10                                 | 5                                  |
| Укупно                             | 2/13                               |                                    | 8                                  | 4                                  | 1                                  | 3                                  | 21                                 | 16                                 |